# Horkelia tridentata
Horkelia tridentata är en rosväxtart som beskrevs av John Torrey. Horkelia tridentata ingår i släktet Horkelia och familjen rosväxter. Utöver nominatformen finns också underarten H. t. flavescens.